# Irpa Irpa
Irpa Irpa ist eine Landstadt im Departamento Cochabamba im südamerikanischen Anden-Staat Bolivien.

## Lage im Nahraum
Irpa Irpa ist zweitgrößte Ortschaft des Municipios Capinota in der Provinz Capinota. Die Ortschaft liegt auf einer Höhe von 2465 m am linken, nördlichen Ufer des Río Arque, der einer der Quellflüsse des bolivianischen Río Grande ist. Die Stadt liegt in unmittelbarer Nachbarschaft der Provinzhauptstadt Capinota.

## Geographie
Irpa Irpa liegt in der bolivianischen Cordillera Central im Übergangsbereich zum bolivianischen Tiefland. Die Region weist ein typisches Tageszeitenklima auf, bei dem die Temperaturschwankungen im Tagesverlauf deutlicher ausfallen als die mittleren Schwankungen im Jahresverlauf.
Die Jahresdurchschnittstemperatur der Region liegt bei etwa 20 °C (siehe Klimadiagramm Capinota) und schwankt nur unwesentlich zwischen 16 °C im Juni und Juli und gut 22 °C im November und Dezember. Der Jahresniederschlag beträgt etwa 550 mm und weist eine ausgeprägte Trockenzeit von April bis November mit Monatsniederschlägen von unter 10 mm, nur in der Feuchtezeit von Dezember bis März fallen bis zu 140 mm Monatsniederschlag.

## Verkehrsnetz
Irpa Irpa liegt in einer Entfernung von 70 Straßenkilometern südwestlich von Cochabamba, der Hauptstadt des Departamentos.
Von Cochabamba aus führt in westlicher Richtung die Nationalstraße Ruta 4, die bei Caracollo auf die Ruta 1 stößt, die den Altiplano von Norden nach Süden durchquert. Etwa 35 Kilometer südwestlich von Cochabamba zweigt bei Parotani eine unbefestigte Landstraße in südöstlicher Richtung ab und erreicht nach 30 Kilometern die Stadt Capinota. Irpa Irpa liegt drei Kilometer südwestlich von Capinota.

## Bevölkerung
Die Einwohnerzahl der Ortschaft ist in den vergangenen beiden Jahrzehnten um etwa zwei Drittel angestiegen:
| Jahr | Einwohner | Quelle       |
| ---- | --------- | ------------ |
| 1992 | 2 207     | Volkszählung |
| 2001 | 2 721     | Volkszählung |
| 2012 | 3 868     | Volkszählung |
| 2024 |           | Volkszählung |

Die Region weist einen hohen Anteil an Quechua-Bevölkerung auf, im Municipio Capinota sprechen 90,9 Prozent der Bevölkerung Quechua.